# Pavo (género)
Pavo é um género de aves galináceas da família Phasianidae. A par com o género Afropavo, forma o conjunto de animais conhecido como pavões. O género Pavo foi introduzido por Carl Linnaeus na 10.ª edição de Systema Naturae, em 1758.
Atualmente há duas espécies no género Pavo: o pavão-azul e o pavão-verde-de-Java. A única espécie fóssil conhecida é a Pavo bravardi, que existiu há cerca de 15 milhões de anos.